# Maskenpitpit
Der Maskenpitpit (Dacnis lineata) ist eine Vogelart aus der Familie der Tangaren (Thraupidae), die in Venezuela, Kolumbien, Ecuador, Peru, Bolivien, Guyana, Suriname, Französisch-Guayana und Brasilien verbreitet ist. Der Bestand wird von der IUCN als nicht gefährdet (Least Concern) eingeschätzt. Die Art gilt als monotypisch.

## Merkmale

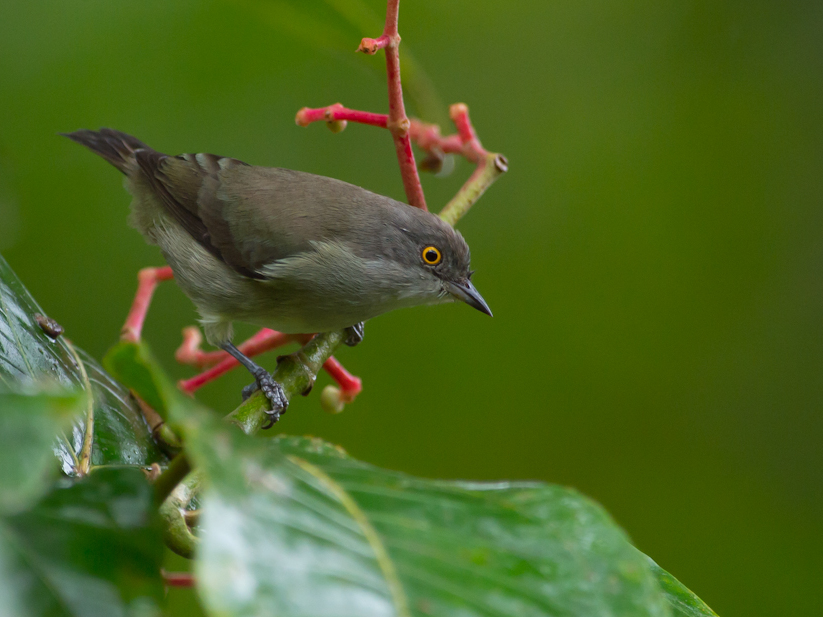
Maskenpitpit ♀

Der Maskenpitpit erreicht eine Körperlänge von etwa 10,0 cm bis 11,5 cm bei einem Gewicht von ca. 9,5 bis 13,0 g. Er hat einen dünnen spitz zulaufenden schwarzen Schnabel, die Iris ist gelb und die Beine sind schwärzlich. Der Oberkopf des Männchens ist türkisfarben. Er hat eine auffällige breite schwarze Maske, die sich vom vorderen Oberkopf und den Zügel über das Auge bis zum Hinterkopf, Nacken und Rücken erstreckt. Der untere Rand der Schultern, der Bürzel und die Oberschwanzdecken sowie die Kehle, die Brust und die Flanken sind türkisfarben. Der Schwanz und die Flügel sind schwarz, mit türkisfarbenen Säumen an den Schirmfedern und den innersten Unterarmschwingen. Der Bauch, die Unterschwanzdecken und die Unterflügeldecken sind hell weiß. Das Weibchen ist einheitlich olivbraun an der Oberseite, etwas dunkler an den Flugfedern und dem Schwanz. Die Kehle ist blass gräulich, die Brust blass braun bis blass olivbraun, was am Mittelbauch und den Unterschwanzdecken in blasses weiß oder weißlich übergeht. Die Unterflügeldecken sind weiß. Die halbwüchsige Exemplare beider Geschlechter ähneln im Aussehen dem Weibchen.

## Lautäußerungen
Der Ruf des Maskenpitpit ist sehr selten zu hören. Er besteht aus eine längere Reihe von summenden Tönen, sowohl abgestimmter als auch klaren hoher Rufen und aus vagem Getriller gepfiffener Töne, gemischt mit lauten, abwärts gerichteten Fiep-Tönen und typischeren Tsrrip-Lauten. Alle gemeinsam ergeben kein erkennbares Muster und werden durcheinander von sich gegeben. Die Tonhöhe ist extrem variabel, wobei die tiefsten Töne um 3 kHz und die höchsten bis zu 11 kHz liegen. Tendenziell ist es eine kontinuierliche Serie, die sich über zwei Minuten oder mehr erstrecken kann. Der am häufigsten zu hörende Ruf ist ein kurzer, ca. 15 Sekunden dauernder, hoher, feiner Tsrrip-Ton. Es gibt eine gewisse Variation in der Tonalisierung, wobei hohe und tiefe, gleichmäßig gestimmte Töne und sogar gelegentlich gedoppelte Varianten aufgezeichnet wurden. Allerdings scheinen die gleichmäßig gestimmten Töne zu dominieren. Die Tonhöhe variiert ebenfalls von einem Tiefstwert von etwa 8 kHz bis zu einem Höchstwert von etwa 10 kHz. Ist der Gesang erst erlernt, so ist dieser unverkennbar. Es wurde von einem sehr hoher, kurzer, abwärts gerichteter Tsip-Ton berichtet, dessen Funktion nicht bekannt ist.

## Fortpflanzung
Die Brutbiologie des Maskenpitpit scheint bisher nicht erforscht.

## Verhalten und Ernährung
Der Maskenpitpit ernährt sich vorwiegend von Gliederfüßern und kleinen Früchten. Bei der Nahrungssuche wurde er in den Baumkronen beobachtet. Manchmal bewegt er sich auch in tieferen Straten, wo er fruchttragende Bäume und Sträucher an Waldrändern, auf Lichtungen und in Gärten aufsucht. In Amazonasgebiet wird er jedoch selten unter 10 Meter über dem Boden beobachtet. Er sucht im äußeren Laub und im Gewirr der Reben nach Insekten. So tritt er einzeln, paarweise und gelegentlich in Familiengruppen auf und schließt sich regelmäßig Schwärmen gemischter Arten im Kronendach des Waldes in unterschiedliche Zeitfenstern an. Im Amazonasgebiet sieht man, wenn auch selten, gelegentlich Gruppen von sechs bis zwölf Individuen. Er gilt als unruhig und aktiv. Gelegentlich hängte an den Ästen mit dem Kopf nach unten, um nach Insekten zu suchen. Es wurde beobachtet, wie er die Früchte von Ameisenbäumen über kurzen Sturzflüge erbeutete. Ebenso wurde er an Früchten von Norantea guianensis gesehen. Von 19 Mageninhalten, die analysiert wurden, beinhalteten 17 nur vegetarisches Material, während 2 auch tierische Komponenten enthielt. So fand man Früchte, Samen, Beeren und Insekten. Es wird vermutet, dass er sich auch von Nektar ernährt.

## Verbreitung und Lebensraum

Verbreitungsgebiet des Maskenpitpits

Der Maskenpitpit bevorzugt die Baumkronen von großen Terra-Firme- und Várzea-Wäldern, Waldränder, verstreute Bäume in Waldlichtungen und schattige Kaffeeplantagen. Gelegentlich trifft man ihn auch in Galeriewald und an den Flüssen von Wäldern sowie den tieferen Bereichen der Yungas oder den Wäldern der Chiquitano. In den Tiefebenen kommt er in Höhenlagen bis 1200 Meter vor, im Norden Venezuelas nur bis 450 Meter, dafür im südlichen Venezuela bis 1300 Meter. In Peru wurde er in Höhenlagen bis 1400 Meter und in Bolivien bis 1500 Meter beobachtet. Im Südosten Ecuadors scheint er in der Range von 1500 bis 1700 Metern vorzukommen.

## Etymologie und Forschungsgeschichte
Die Erstbeschreibung des Maskenpitpits erfolgte 1789 durch Johann Friedrich Gmelin unter dem wissenschaftlichen Namen Motacilla lineata. Das  Typusexemplars stammte aus Cayenne. 1816 führte Georges Cuvier die neue Gattung Dacnis für die Pit-Pits von Georges-Louis Leclerc de Buffon ein. Dieses Wort leitet sich vom griechischen »daknis δακνις« für einen nicht identifizierten Vogel aus Ägypten ab, den Hesychios von Alexandria und Sextus Pompeius Festus erwähnten. Der Artname lineata ist lateinischen Ursprungs und bedeutet mit Linien markiert, gestreift. Im Jahr 2010 beschrieb Rolf Grantsau eine neue Unterart unter dem Namen Dacnis lineata albirostris aus São Gabriel da Cachoeira. Allerdings erfordert die Anerkennung der Unterart weitere objektive morphologische und molekularbiologische Untersuchungen. Albirostris ist ein lateinisches Wortgebilde aus albus für weiß und -rostris, rostrum für -schnäblig, Schnabel.